# Mario Liverani
Mario Liverani (ur. 10 stycznia 1939 w Rzymie) – włoski historyk, archeolog, emerytowany profesor rzymskiego uniwersytetu Sapienza.

## Życiorys
Liverani od 1973 wykładał historię starożytnego Bliskiego Wschodu na La Sapienza. Jest członkiem Narodowej Akademii Lincei oraz American Oriental Society. Należał do senatu La Sapienzy jako członek z wyboru. Pełnił urząd dyrektora Międzyuczelnianego Centrum Badań nad Starożytną Saharą. Doctor honoris causa Uniwersytetu Kopenhaskiego oraz Uniwersytetu Autonomicznego w Madrycie.

## Publikacje
Pełną bibliografię Liveraniego opublikował John F. Hobbins:
- Uruk. The First City, Equinox, Londyn, 2006, ISBN 1-84553-193-0
- Myth and Politics in Ancient Near Eastern Historiography, Equinox, Londyn, 2004, ISBN 1-904768-04-0
- Oltre la Bibbia, Laterza, Rzym-Bari, 2003, ISBN 88-420-7060-2 (wyd. polskie w przekładzie Jakuba Puchalskiego: Nie tylko Biblia. Historia starożytnego Izraela, Wydawnictwa UW, Warszawa 2011, ISBN 978-83-235-0622-5)
- International Relations in the Ancient Near East, 1600-1100 BC, Palgrave, New York, 2001, ISBN 0-333-76153-7
- Uruk la prima città, Laterza, Rzym-Bari, 1998, ISBN 88-420-5622-7
- Guerra e diplomazia nell'antico Oriente (1600-1100 a.C.), Laterza, 1990, ISBN 88-420-3400-2
- Neo-Assyrian Geography, Rzym, 1995
- Akkad, the First World Empire, Padwa, 1993
- Studies on the Annals of Ashurnasirpal II, 2: Topographical Analysis, Rzym, 1992
- Antico Oriente. Storia, società, economia, Laterza, Rzym-Bari, 2009, ISBN 978-88-420-9041-0
- L'origine delle città – Le prime comunità urbane del Vicino Oriente, Editori Riuniti, Rzym, 1986
- Storia di Ugarit nell'età degli archivi politici, Rzym, 1962